# CHONPS

O diâmetro comparado dos seis elementos CHONPS. Da esquerda à direita o carbono, hidrogênio, oxigênio, nitrogênio, fósforo e enxofre.

CHONPS é um acrônimo mnemônico para os seis elementos químicos mais frequentes na composição dos seres vivos (ou os mais essenciais): Carbono, Hidrogénio, Oxigénio, Nitrogénio, Fósforo (P) e Enxofre (S). Estão também entre os mais abundantes do planeta.
Este acrônimo representa os seis elementos químicos cujas ligações covalentes compõem grande maioria das moléculas biológicas da vida na Terra. O enxofre é utilizado na construção dos aminoácidos cisteína e metionina. Já o fósforo é um dos elementos essenciais para a formação das moléculas de fosfolipídios, principal componente da membrana plasmática das células, composta de uma bicamada fosfolipídica que administra a entrada e saída de íons, moléculas e proteínas necessários ao funcionamento do metabolismo celular, além de ser um componente essencial da molécula de DNA e outros ácidos nucléicos.
Asteróides Carbonáceos são ricos em elementos CHONPS. Este tipo é o mais abundante de asteroides e frequentemente colidem com a Terra como meteoritos. Algumas destas colisões são importantes para a história do planeta Terra, cujo impacto foi crucial para a formação dos oceanos.